# Liste des stations de radio en Angola
Cet article présente la liste des radios en Angola.

## Radios nationales

### Radios publiques
- Rádio Nacional de Angola - abrégé en RNA - est l'organisme public de radiodiffusion national de l'Angola :
  - Canal A : première radio de RNA
  - Rádio Luanda
  - FM Estéreo
  - N'Gola Yetu
  - Rádio 5
- RDP África : radio international de Portugal en Afrique
- Rádio Ecclésia : radio catholique